# 760-talet f.Kr.

## Händelser
- 763 f.Kr.
  - 15 juni – En solförmörkelse detta datum (i månaden Sivan) nertecknas på lera av assyrierna.[1] Förmörkelsen används för att bestämma kronologin för Mesopotamien under antiken. Detta kräver att den 1 Nisan inträffade 20 mars 763 f.Kr., vilket var 8-9 dagar före vårdagjämningen (28-29 mars vid denna tid). Det har hävdats att babylonierna aldrig inledde sina kalenderår före vårdagjämningen, vilket är fel. Som Manuel Gerber har visat i sin grundliga studie av denna fråga inledde babylonierna på 700-talet f.Kr. ofta nyåret före vårdagjämningen.[2] Att den solförmörkelse som omnämns i den assyriska eponym kanon är identisk med den som inträffade den 15 juni 763 f.Kr. bekräftas av andra astronomiska texter från denna period.[3]

## Avlidna
- Argishtis I, kung av Urartu.
- Amaziah, kung av Juda.
- Archilaios, kung av Sparta.
- Marduk-apla-usur och Eriba-Marduk, kungar av Babylon.
- Rivallo (legendarisk brittisk kung).